# Kolkkojärvi (sjö i Kuusamo, Norra Österbotten, Finland)
Kolkkojärvi eller Koikkojärvi är en sjö i Finland. Den ligger i kommunen Kuusamo i landskapet Norra Österbotten, i den nordöstra delen av landet, 600 km norr om huvudstaden Helsingfors. Kolkkojärvi ligger 249 meter över havet. Arean är 41,5 hektar och strandlinjen är 4,55 kilometer lång. Sjön  ingår i Ijo älvs huvudavrinningsområde.   Den ligger vid sjön Särkiluoma.